# Monochamus densepunctatus
Monochamus densepunctatus là một loài bọ cánh cứng trong họ Cerambycidae.